# 蔣應芝
蔣應芝（16世紀—17世紀），號毓齋，南直隸鳳陽府宿州人，明朝政治人物。

## 生平
蔣應芝是萬曆十三年（1585年）舉人，十七年（1589年）成進士，吏部觀政，七月告病。十九年八月獲授行人，二十一年升右司副，二十三年升司正，本年轉南京刑部郎中，二十七年京察降用。十年來清廉白自矢。當時由權貴的子女犯罪，夜晚拿來萬金賄賂，他堅持拒絕，後來隱退東山，清心寡欲而關心利弊，得知杠夫為宿衛負累，就向巡撫請求解除，州人以後都為此事感激他。
蔣應芝年輕讀書時，曾有城南女子病態地偷窺他，女子的母親暗中找來他鄰居的婦人，向他表示請求讓女子嫁為妾侍，他回答：「煩請告訴她蔣某已死。」自此不再經南門出入，其謹慎如此。

## 家族
曾祖蔣寅。祖父蔣珊，知縣。父蔣從宜，廪生。

## 引用
1. 1 2  光緒《宿州志·卷十七·人物志一》：蔣應芝，號玉齋，宿州人，萬厯己丑進士，授行人，轉刑部郎中，十年秋署清白自矢。時有當路子犯科，夜以萬金祈宥，力拒之，及卷懷東山，簡靜寡營而關心利弊，習知杠夫為宿衛巨累，力請於撫按得解，州人至今尸祝之。弱冠時肆業，城南有女窺而悅之成疾，其母陰倩鄰婦致意，言女美且才甘為妾媵，應芝答曰：「煩代言蔣某已死矣。」自此遂不出南門，篤慎如此。
2. ↑  光緒《鳳陽府志·卷七·選舉表》：萬厯……蔣應芝 宿州人，見進士○光緒州志、《通志》年份均未詳，今據康熙州志，以上乙酉科（舉人）
3. ↑  《萬曆十七年己丑科進士履歷》：蔣應芝，毓斋，礼记房，乙卯十月十八日生。宿州人，乙酉鄉試，三甲二百七十一名。吏部政，七月告病，辛卯八月授行人，癸巳升右司付，乙未升本司正，本年升南刑部郎中，己亥京察降。
4. ↑  光緒《鳳陽府志·卷十八上·人物傳》：蔣應芝，字玉齊，宿州人，萬厯己丑進士，授行人，轉刑部郎中，十年秋署清白自矢。時有當路子犯科，以萬金祈宥，力拒之。歸里後習知杠夫為宿衛目累，力請於撫按得解，州人至今尸祝之。 《懷遠縣志》